# Rèquiem pels que han de morir
Rèquiem pels que han de morir (títol original: A Prayer for the Dying) és una pel·lícula estatunidenca dirigida per Mike Hodges el 1987. Ha estat doblada al català

## Argument
Martin Fallon l'Irlandès (Mickey Rourke) ha decidit deixar de matar per l'IRA provisional després que en un dels seus atemptats ha matat diversos nens. Serà tanmateix obligat de matar una última vegada per poder refer la seva vida i protegir un amic. Però aquest homicidi tindrà per testimoni un sacerdot (Bob Hoskins) a qui es va confessar per evitar haver d'abatre'l.

## Repartiment
- Mickey Rourke: Martin Fallon
- Bob Hoskins: el pare de Da Costa
- Alan Bates: Jack Meehan
- Sammi Davis: Anna
- Alison Doody: Siobhan Donovan
- Christopher Fulford: Billy Meehan
- Liam Neeson: Liam Docherty
- Camille Coduri: Jenny
- Ian Bartholomew: Kristov

## Rebuda de la crítica
Rèquiem pels que han de morir obté una rebuda moderada per part dels crítics professionals, un 63% dels 8 comentaris en el lloc Rotten Tomatoes són favorables, amb una mitjana de 5,3/10.